# Мавава
Мава́ва (англ. Mawawa) — вища традиційна громада у складі дистрикту Касунгу Центрального регіону Малаві.
Населення — 8115 осіб (2018).